# Pruser

De baltiska stammarnas ungefärliga bosättningsområden omkr. år 1200. Östbalternas i brunt, västbalternas i grönt.

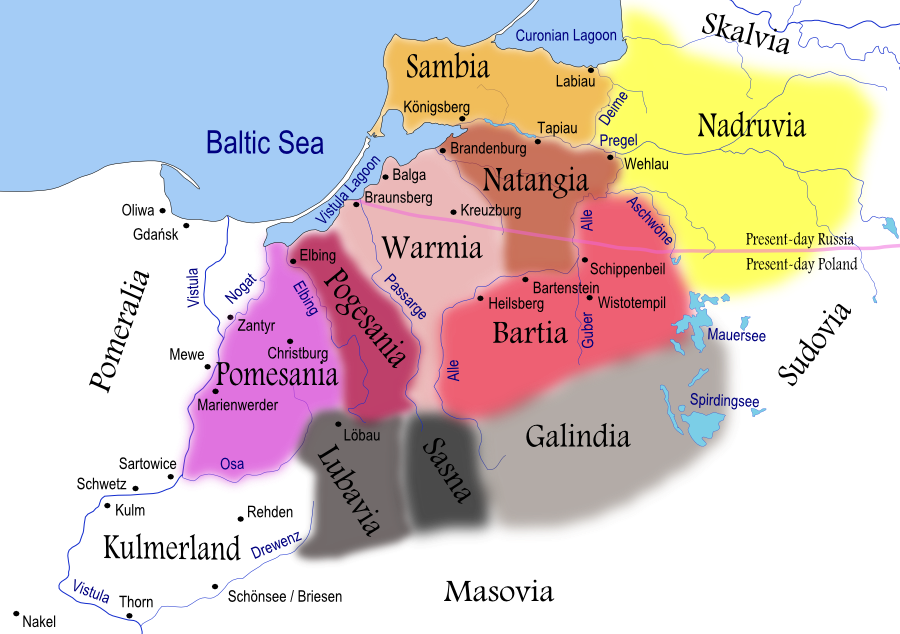
Karta över de prusiska stammarna på 1200-talet enligt Encyclopaedia Lithuanica. De markerade städerna/slotten byggdes av Tyska orden för att förvalta de erövrade områdena.

Pruser (prusser, preusser eller preussare) var ett baltiskt folk som under medeltiden bebodde områden mellan Wisła och Njemen, innan kristendomens ankomst till området. 
De omnämndes första gången på 900-talet men kan också vara identiska med de aestier som skildrades av Tacitus år 98. Pruserna talade ett västbaltiskt språk - prusiska - och följde en hednisk religion som åtminstone delvis sammanföll med den litauiska hedendomen och vars främste gud skall ha varit Perkūns. 
Prusernas land erövrades under 1200 och 1300-talet av Tyska orden, som också successivt kristnade dem; efter två stora misslyckade uppror underkuvades pruserna. Så småningom förtyskades de och det prusiska språket föll i glömska. De sista talarna av prusiska var några bönder som levde i Samland på 1600-talet. Prusernas gamla område utgjorde senare Östpreussen, numera nordöstra Polen (Warmia-Mazury) och Kaliningradområdet.